# Robert Xavier Rodríguez
Robert Xavier Rodríguez (San Antonio (Texas), 28 juni 1946) is een Amerikaans componist, muziekpedagoog en dirigent.

## Levensloop
Rodríguez kreeg zijn eerste muzieklessen in zijn geboortestad. Hij studeerde aan de Universiteit van Texas in Austin (Texas), aan de University of Southern California in Los Angeles, aan het Tanglewood Music Festival in Lenox (Massachusetts) en aan het Conservatoire Americain in Fontainebleau. Tot zijn compositieleraren behoorden onder andere Nadia Boulanger, Jacob Druckman, Bruno Maderna en Elliott Carter.
Hij werd international bekend in 1971, toen hem de Prix de Composition Musicale Prince Pierre de Monaco in het Prinselijk paleis in Monaco door de Prins Reinier III van Monaco en Prinses Gracia Patricia van Monaco overhandigd werd. Hij won ook andere prijzen zoals de Prix Lili Boulanger (1975), prijzen van de American Society of Composers, Authors and Publishers (ASCAP) en van de Rockefeller Foundation alsook de Goddard Lieberson Award van de American Academy and Institute of Arts and Letters.
Tegenwoordig is hij hoogleraar voor muziek aan de Universiteit van Texas in Dallas (Texas) en tegelijkertijd directeur van het Musica Nova ensemble van deze universiteit. Hij is ook werkzaam als dirigent.
Als componist werkte hij voor verschillende orkesten als huiscomponist, maar daarnaast schreef hij als freelance-componist werken voor vele genres: werken voor orkest, harmonieorkest en muziektheater, koorwerken, vocale muziek en kamermuziek.

## Composities

### Werken voor orkest
- 1967 Adagio, voor kamerorkest
- 1970 Lyric Variations, voor kamerorkest
- 1974 Concerto nr. 3, voor piano en orkest
- 1974 Sinfonia Concertante, voor sopraansaxofoon, klavecimbel en kamerorkest
- 1975 rev.1977 Favola Concertante, dubbelconcert voor viool, cello en strijkorkest
- 1978 The Salutation Rag, voor orkest
- 1980 Favola Boccaccesca, symfonisch gedicht voor orkest
- 1981 Semi-Suite, voor viool en orkest
- 1983 Trunks - A Circus Story, voor spreker en orkest - tekst: van de componist
- 1984 Oktoechos, concerto grosso voor acht solisten en orkest
- 1985-1996 Trilógica - Three Latin Dances, voor orkest
  1. Piñata (1991)
  2. Tango di Tango (1985)
  3. Hot Buttered Rumba (1996)
- 1987 A Colorful Symphony, voor spreker en orkest - tekst: Norton Juster "The Phantom Tollbooth"
- 1987 We The People (original Title: "Jargon"), het verhaal van de Amerikaanse constitutie voor spreker, gemengd koor en orkest - tekst: Mary (Duren) Medrick
- 1989 A Gathering Of Angels, bolero voor orkest
- 1989 Invocation Of Orpheus, concert voor trompet, harp en strijkorkest
- 1990 Ursa, vier jaargetijden voor contrabas en orkest
- 1991 Piñata, concertouverture voor orkest
- 1992 Tango di Tango, concertouverture voor orkest
- 1994 Máscaras, voor cello en orkest
- 1996 Hot Buttered Rumba, concertouverture voor orkest
- 1998 Sinfonía à la Mariachi, voor dubbel orkest
  1. Mariage
  2. Calaveras
  3. Las Barricadas Mysteriosas
  4. Plaza de los Mariachis
- 1999 Las Mañanitas de los Niños, voor orkest
- 1999 Bachanale, concertino voor orkest
- 2002 Flight, (het verhaal van de gebroeders Wilbur en Orville Wright voor vrouwelijke spreker en orkest - tekst: Sukey Smith
- 2005 Musical Dice Game, voor twee strijkkwartetten en twee strijkorkesten

### Werken voor harmonieorkest
- 1984 The Seven Deadly Sins, balletmuziek voor harmonieorkest
- 1984 Fanfare from Oktoechos
- 1995 Fanfare from Adoración Ambulante
- 1999 Latin Celebration (Gaudeamus Igitur), voor harmonieorkest
- 2000 Tequila Sunrise - Fanfare in Mariachi Style
- 2001 Smash the Windows, voor jeugd-harmonieorkest
- 2003 Decem Perfectum, concertino voor blazerskwintet, koperkwintet en harmonieorkest

### Cantates
- 1980 Transfigurationis Mysteria, voor sopraan, countertenor, tenor, gemengd koor, kinderkoor en orkest - tekst: Bijbel
- 1986 Varmi’ts!, cantate voor spreker, gemengd koor en orkest - tekst: Texas Tall Tales
- 1994 Con Flor Y Canto, cantate voor tenor, bas, gemengd koor, kinderkoor, orkest, mariachi-groep - tekst: Bijbel en de Popol Vuh
- 1994 Scrooge, concert scènes van een kerstzang voor bas-bariton, gemengd koor en orkest - tekst: gebaseerd op het kerstverhaal van Charles Dickens
  1. Christmas Eve
  2. Marley and the Ghost of Christmas Past
  3. The Ghost of Christmas Present
  4. The Ghost of Christmas Yet to Come
  5. Christmas Morning
- 1998 Forbidden Fire, cantate voor het volgende millennium voor bas-bariton, dubbel koor en orkest - tekst: Bijbel en verschillende auteurs

### Muziektheater

#### Opera's
| Voltooid in    | titel                   | aktes   | première                                           | libretto                                                                                     |
| -------------- | ----------------------- | ------- | -------------------------------------------------- | -------------------------------------------------------------------------------------------- |
| 1978           | Le Diable Amoureux      | 1 akte  |                                                    | van de componist en Frans Boerlage, naar Jacques Cazotte                                     |
| 1982           | Suor Isabella           | 1 akte  | 1982, Austin (Texas), Universiteit van Texas       | Daniel Dibbern, naar Giovanni Boccaccio (1313-1375) "The Decameron"                          |
| 1985           | Tango                   |         | 27 januari 1986, Chicago                           | van de componist uit de 1913-1914 news clippings                                             |
| 1986           | The Ransom of Red Chief | 1 akte  |                                                    | Daniel Dibbern naar O. Henry                                                                 |
| 1986           | Monkey See, Monkey Do   | 1 akte  | 18 februari 1987, Dallas (Texas), Dallas Opera     | Mary (Duren) Medrick                                                                         |
| 1988           | The Old Majestic        | 2 aktes | mei 2004, Austin (Texas), Universiteit van Texas   | Mary (Duren) Medrick                                                                         |
| 1991; rev.1993 | Frida                   | 2 aktes | 1991 Philadelphia, American Music Theater Festival | Hillary Blecher, Migdalia Cruz, gebaseerd op het leven van de Mexicaanse artiest Frida Kahlo |
| 2006           | La Curandera            | 1 akte  | april 2006, Denver (Colorado), Opera Colorado      | Mary Medrick                                                                                 |

#### Balletten
| Voltooid in    | titel                 | aktes    | première                                                                                        | libretto | choreografie      |
| -------------- | --------------------- | -------- | ----------------------------------------------------------------------------------------------- | -------- | ----------------- |
| 1975; rev.1977 | Favola Concertante    | 5 scènes | 4 juni 1975,                                                                                    |          |                   |
| 1981           | Estampie              | 8 delen  | oktober 1981, Dallas (Texas),                                                                   |          | Gustavo Mollajoli |
| 1984           | The Seven Deadly Sins |          | 28 februari 1985 tijdens de CBDNA Convention door het East Texas State University Wind Ensemble |          |                   |
| 1994           | Meta 4                |          | 4 oktober 1994, New York, The Bella Lewitzky Dance Company                                      |          | Bella Lewitzky    |

#### Musicals
| Voltooid in | titel                      | aktes | première                                            | libretto |
| ----------- | -------------------------- | ----- | --------------------------------------------------- | --- |
| 2000        | The Last Night of Don Juan |       | mei 2000, San Antonio (Texas), San Antonio Symphony | Murrary Ross en de componist, naar Edmond Rostand «La dernière nuit de Don Juan» (1918) en José Zorilla "Don Juan Tenorio" (1844) |

#### Toneelwerken
- 2000 The Tempest, voor acteurs en orkest - tekst: William Shakespeare
- 2001 A Midsummer Night’s Dream - tekst: William Shakespeare

### Werken voor koren
- 2007 Canción de los niños, voor kinderkoor en orkest

### Vocale muziek
- 1971 Four Poems from "Neue Gedichte", voor sopraan (of tenor) en piano - tekst: Rainer Maria Rilke
- 1975 Cinco Poemas de García Lorca, voor mezzosopraan, tenor, en piano
- 1989 Praline and Fudge, voor bas en kamerorkest - tekst: kookboeken
- 1989 Mirror Sonnets, voor een, twee of drie sopranen en gitaar (of piano) - tekst: Fred Curchack
- 1991 Six Maxims de La Rochefoucauld, voor zangstem en piano
- 1992 The Song of Songs — Shir Hashirim, voor sopraan, spreker en ensemble - tekst: "Sholom Aleichem" (transliteratie van: Curt Leviant) en uit de Bijbel
- 1993 Canto, voor sopraan, tenor en orkest - tekst: Dante Alighieri, anonieme Franse auteurs
- 1993 Concert Suite uit de opera "Frida", voor mezzosopraan en ensemble (of piano) - tekst: Hilary Blecher en Migdalia Cruz

### Kamermuziek
- 1978 Frammenti Musicali, voor dwarsfluit en piano
- 1980 rev.1983 Ductia, voor harp, harp duo, dwarsfluit en harp, of andere combinaties
- 1983 Medieval Suite from the ballet "Estampie", voor hoorn, viool en piano
- 1983 Five Etudes from "Oktoechos", voor klarinet en fagot (of: trompet en trombone)
- 1981 Chronies — 4 Pieces, voor basklarinet en slagwerk
- 1981 Meditation, voor dwarsfluit, klarinet, cello en slagwerk
- 1989 Invocation of Orpheus, voor trompet, harp en strijkkwartet
- 1989 Les Niais Amoureux, voor klarinet en pianotrio
- 2001 Gambits, Six Chess Pieces, voor hoorn en piano
- 2004 The Food of Love, voor viool/acteur en piano - tekst: William Shakespeare
- 2005 The Dot And The Line - A Romance in Lower Mathematics, voor spreker en kamerensemble - tekst en illustraties: Norton Juster
- 2007 Tentado por la samba, voor cello en piano

### Werken voor orgel
- 1987 Alle(...)luia — Variations

### Werken voor piano
- 1987 Six Episodes from "The Ransom of Red Chief"
- 1989 Fantasia Lussuriosa
- 1990 Three Lullabies, voor piano (of gitaar)
- 1992 Aspen Sketches

### Werken voor harp
- 2006 Son Risa

### Werken voor gitaar
- 1976 Toccata, voor gitaar-kwartet
- 1983 Toccata, voor gitaar

### Werken voor slagwerk
- 1977 Toccata, voor slagwerkkwintet
- 2006 El día de los muertos, voor slagwerkensemble